# Fabian Schulze
Pour les articles homonymes, voir Schulze.
Fabian Schulze, né le 7 mars 1984 à Filderstadt (Bade-Wurtemberg), et mort le 25 février 2024 à Sonthofen (Bavière),, est un athlète allemand, spécialiste du saut à la perche.

## Carrière
Son record personnel est de 5,81 m réalisés en 2006 à Ingolstadt. Il remporte la médaille d'argent aux Championnats d'Europe espoirs 2005 et est 6e lors des Championnats du monde jeunesse 2001. Il obtient  également la médaille de bronze aux Championnats d'Europe juniors 2003. Il mesure 1,92 m.
Fabian Schulze meurt des suites d'une longue maladie le 25 février 2024, quelques jours avant ses 40 ans.